# Список ныне живущих архиереев Румынской православной церкви
В списке представлены ныне живущие архиереи Румынской православной церкви.
Епископат Румынской православной церкви насчитывает (на 20 июля 2025 года) 62 человека, из них 45 — епархиальные архиерея, в том числе Предстоятель церкви патриарх Даниил, 14 — викарные архиерея, 3 архиерея пребывают на покое.
Список составлен в порядке старшинства епископской хиротонии (первая дата в скобках после имени).
Старейший по возрасту архиерей Румынской православной церкви — Тимофей (Севичу), архиепископ Арадский, Иенопольский и Хэлмаджуский (89 лет, 1936 года рождения); самый молодой — Венедикт (Веса), епископ Сэлажский (41 год, 1984 года рождения).

## Патриаршество патриархаЮстиниана

### Хиротонии 1976 года
1. Тимофей (Севичу), архиепископ Арадский (8 февраля 1976; на кафедре с 30 сентября 1984)

## Патриаршество патриархаИустина

### Хиротонии 1985 года
1. Каллиник (Аргату), архиепископ Арджешский и Мушельский (17 ноября 1985; на кафедре с 18 октября 1990)
2. Нифон (Михэйцэ), архиепископ-митрополит Тырговиштский (24 ноября 1985; на кафедре с 14 декабря 1999)

## Патриаршество патриархаФеоктиста

### Хиротонии 1990 года
1. Кассиан (Крэчун), архиепископ Нижнедунайский (18 февраля 1990; на кафедре с 12 июля 1994)
2. Андрей (Андрейкуц), архиепископ Вадский и митрополит Клужский, Марамурешский и Сэлажский (25 февраля 1990; на кафедре с 18 марта 2011)
3. Даниил (Чоботя), Архиепископ Бухарестский, Митрополит Мунтенский и Добруджийский, Наместник Кесарии Каппадокийской, Митрополит Унгро-Влашский, Патриарх всей Румынии (4 марта 1990; на кафедре с 30 сентября 2007)
4. Серафим (Жоантэ), архиепископ Германский и митрополит Центрально- и Северноевропейский (11 марта 1990; на кафедре с 11 января 1994)
5. Петр (Пэдурару), архиепископ Кишинёвский и митрополит Бессарабский, экзарх Новых Земель (1 сентября 1990[2]; на кафедре с 3 октября 1995)
6. Ириней (Поп), архиепископ Алба-Юльский (2 ноября 1990; на кафедре с 19 мая 2011)

### Хиротонии 1991 года
1. Каллиник (Думитриу), архиепископ Сучавский и Рэдэуцкий (25 марта 1991; на кафедре с 21 июля 2020)
2. Феофан (Саву), архиепископ Ясский и митрополит Молдавский и Буковинский (15 сентября 1991; на кафедре с 5 марта 2008)
3. Ириней (Попа), архиепископ Крайовский и митрополит Олтенийский (6 октября 1991; на кафедре с 8 июля 2008)

### Хиротонии 1994 года
1. Викентий (Грифони), епископ Слобозийский и Кэлэрашийский (2 февраля 1994; на кафедре с 28 июня 2009)
2. Феодосий (Петреску), архиепископ Томисский (3 апреля 1994; на кафедре с 8 апреля 2001)
3. Иустин (Ходя), епископ Марамурешский и Сатмарский (17 апреля 1994; на кафедре с 27 декабря 2016)
4. Иоанн (Сележан), архиепископ Тимишоарский и митрополит Банатский (20 июля 1994; на кафедре с 28 декабря 2014)

### Хиротонии 1996 года
1. Лаврентий (Стреза), архиепископ Сибиуский и митрополит Трансильванский (11 августа 1996; на кафедре с 13 ноября 2005)
2. Галактион (Стынгэ), епископ Александрийский и Телеорманский (1 сентября 1996; на кафедре со дня хиротонии)

### Хиротонии 1997 года
1. Виссарион (Бэлцат), епископ Тулчский (12 октября 1997; на кафедре с 25 марта 2008)

### Хиротонии 1998 года
1. Иосиф (Поп), архиепископ и митрополит Западно и Южноевропейский (15 марта 1998; на кафедре со дня хиротонии)

### Хиротонии 1999 года
1. Софроний (Дринчек), епископ Орадский (21 февраля 1999; на кафедре с 25 февраля 2007)
2. Корнилий (Онилэ), епископ, бывший Хушский (21 ноября 1999; на покое с 18 августа 2017)

### Хиротонии 2000 года
1. Иоаким (Джосану), архиепископ Романский и Бузэуский (1 мая 2000; на кафедре с 4 января 2015)
2. Лукиан (Мик), епископ Карансебешский (1 октября 2000; на кафедре с 26 февраля 2006)
3. Петроний (Флоря), епископ, бывший Сэлажский (1 октября 2000; на покое с 6 февраля 2025)
4. Амвросий (Мелякэ), епископ Джурджуский (15 октября 2000; на кафедре с 9 апреля 2006)

### Хиротонии 2001 года
1. Севастиан (Пашкану), епископ Слатининский и Романацкий (25 марта 2001; на кафедре с 25 марта 2008)
2. Даниил (Стоенеску), епископ, бывший Денсушский, викарий Девской и Хунедоарской епископии (1 апреля 2001; на покое с 9 февраля 2023)
3. Никодим (Николэеску), епископ Северинский и Стрехайский (19 августа 2001; на кафедре с 25 апреля 2004)
4. Варсонофий (Годжеску), архиепископ Рымникский (30 сентября 2001; на кафедре с 8 июня 2014)
5. Силуан (Шпан), епископ Итальянский (21 октября 2001; на кафедре с 8 мая 2008)

### Хиротонии 2002 года
1. Николай (Кондря), архиепископ Американский и митрополит двух Америк (14 июля 2002; на кафедре с 30 октября 2016)
2. Киприан (Спиридон), архиепископ Бузэуский и Вранчский (22 сентября 2002; на кафедре с 10 марта 2013)

### Хиротонии 2003 года
1. Софиан (Пэтрунжел), епископ Брашовский, викарий Германской архиепископии (11 мая 2003; на кафедре со дня хиротонии)

### Хиротонии 2005 года
1. Марк (Альрик), епископ Нямецкий, викарий Западно- и Южноевропейской митрополии (7 мая 2005; на кафедре со дня хиротонии)

### Хиротонии 2006 года
1. Паисий (Георге), епископ Лугожский, викарий Тимишоарской архиепископии (18 февраля 2006; на кафедре со дня хиротонии)
2. Иоанн-Кассиан (Тунару), епископ Канадский (2 июля 2006; на кафедре с 28 октября 2016)

### Хиротонии 2007 года
1. Силуан (Мэнуйлэ), епископ Венгерский (8 июля 2007; на кафедре со дня хиротонии)

## Патриаршество патриархаДаниила

### Хиротонии 2008 года
1. Михаил (Филимон), епископ Австралийский и Новозеландский (27 апреля 2008; на кафедре со дня хиротонии)
2. Макарий (Дрэгой), епископ Североевропейский (2 мая 2008; на кафедре со дня хиротонии)
3. Тимофей (Лауран), епископ Испанский и Португальский (25 мая 2008; на кафедре со дня хиротонии)
4. Андрей (Молдован), епископ Ковасненский и Харгитский (15 августа 2008; на кафедре с 15 февраля 2015)

### Хиротонии 2009 года
1. Емилиан (Ника), епископ Кришанский, викарий Арадской архиепископии (14 ноября 2009; на кафедре с 4 июля 2017)
2. Варлаам (Мертикарю), епископ Плоештский, викарий Патриарха Румынского (20 декабря 2009; на кафедре со дня хиротонии)

### Хиротонии 2011 года
1. Игнатий (Триф), епископ Хушский (11 декабря 2011; на кафедре с 22 октября 2017)

### Хиротонии 2014 года
1. Антоний (Телембич), епископ Бельцкий (24 мая 2014; на кафедре с 24 мая 2018)
2. Иероним (Крецу), епископ Дакии Феликс (29 мая 2014; на кафедре с 5 июля 2022)
3. Тимофей (Айоаней), епископ Праховский, викарий Бухарестской архиепископии (30 октября 2014; на кафедре со дня хиротонии)

### Хиротонии 2015 года
1. Иларион (Урс), епископ Фэгэрашский, викарий Сибиуской архиепископии (7 июня 2015; на кафедре со дня хиротонии)

### Хиротонии 2017 года
1. Дамаскин (Лукьян), епископ Дорнинский, викарий Сучавской архиепископии (23 июля 2017; на кафедре со дня хиротонии)

### Хиротонии 2018 года
1. Феофил (Роман), епископ Иберийский, викарий Испанской и Португальской епархии (15 апреля 2018; на кафедре со дня хиротонии)
2. Афанасий (Руснак), архиепископ Великобританский и Североирландский (1 мая 2018; на кафедре с 25 октября 2024)
3. Вениамин (Горяну), епископ Южно-Бессарабский (26 мая 2018; на кафедре со дня хиротонии)
4. Тимофей (Бел), епископ Сатмарский, викарий Марамурешской архиепископии (24 июня 2018; на кафедре со дня хиротонии)

### Хиротонии 2020 года
1. Венедикт (Веса), епископ Сэлажский (23 февраля 2020; на кафедре с 27 марта 2025)

### Хиротонии 2021 года
1. Никифор (Хория), епископ Ботошанский, викарий Ясской архиепископии (7 марта 2021; на кафедре со дня хиротонии)
2. Нестор (Динкулянэ), епископ Девский и Хунедоарский (7 марта 2021; на кафедре с 15 декабря 2021)

### Хиротонии 2023 года
1. Геронтий (Чюпе), епископ Хунедоарский, викарий Девской и Хунедоарской епископии (19 февраля 2023; на кафедре со дня хиротонии)
2. Паисий (Теодореску), епископ Синаитский, викарий патриарха Румынского (20 июля 2023; на кафедре со дня хиротонии)
3. Нектарий (Петре), епископ Ирландский и Исландский (16 сентября 2023; на кафедре с 25 октября 2024)

### Хиротонии 2025 года
1. Нектарий (Клинчи), епископ Богданийский, викарий Кишинёвской архиепископии  (16 февраля 2025; на кафедре со дня хиротонии)
2. Феофил (Анэстэсоае), епископ Тротушанский, викарий Романской и Бакэуской архиепископии (20 июля 2025; на кафедре со дня хиротонии)

## Избранные в архиереи
1. Самуил (Кристя), архимандрит, избран епископом Бистрицким, викарием Вадской, Фелякской и Клужской архиепископии (избран 2 июля 2025)